# Politischer Leiter

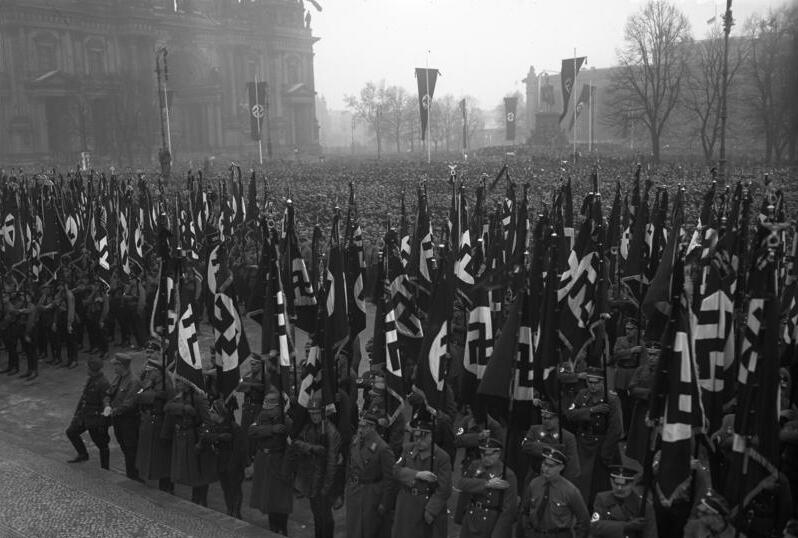
Vereidigung von Politischen Leitern der NSDAP im Berliner Lustgarten am 25. Februar 1934, Amtswalter mit Hakenkreuzfahnen, Aufnahme aus dem Bundesarchiv

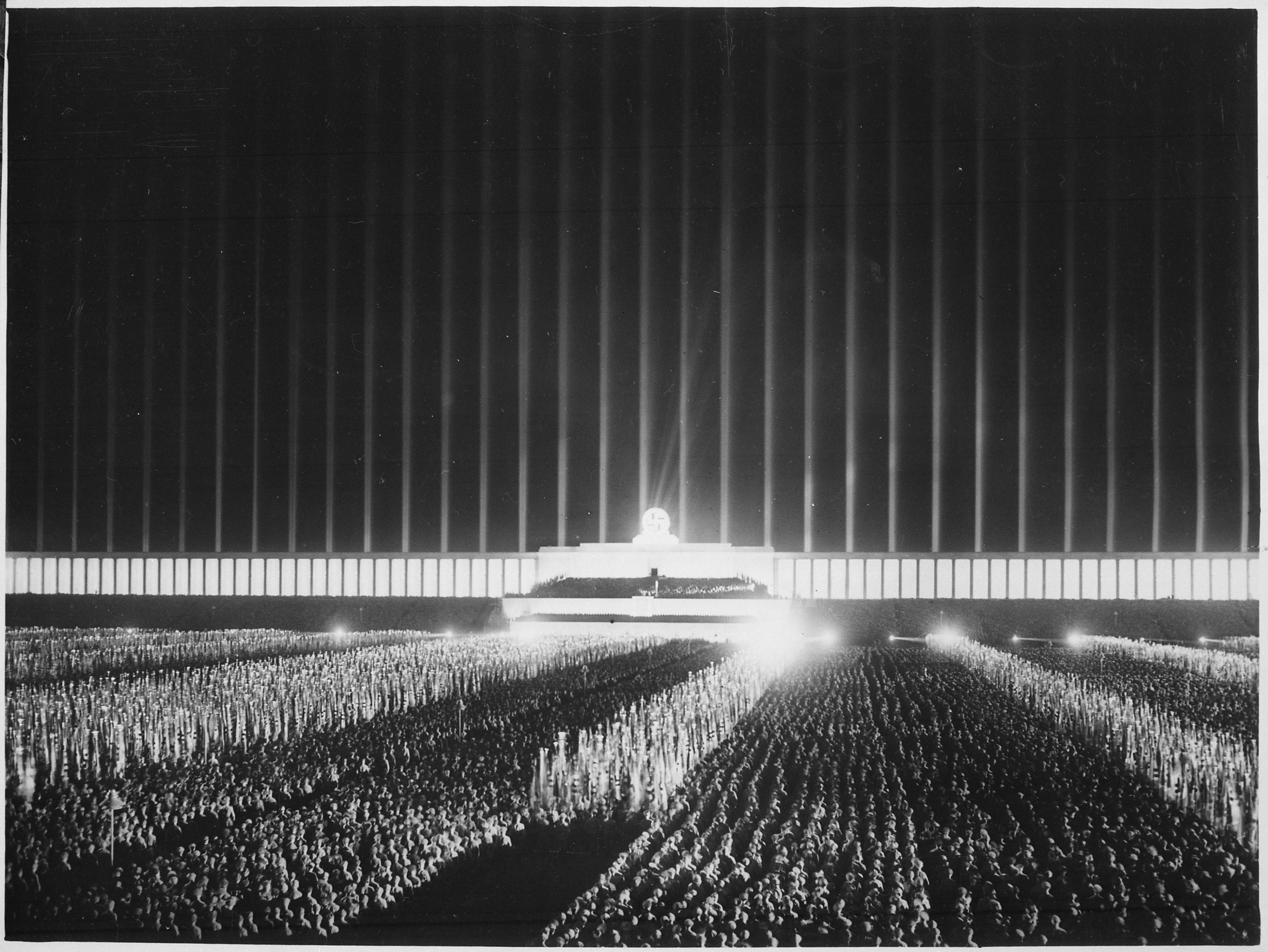
Großer Appell der Politischen Leiter auf der von Scheinwerfern bestrahlten Zeppelinwiese in Nürnberg, Reichsparteitag 1937

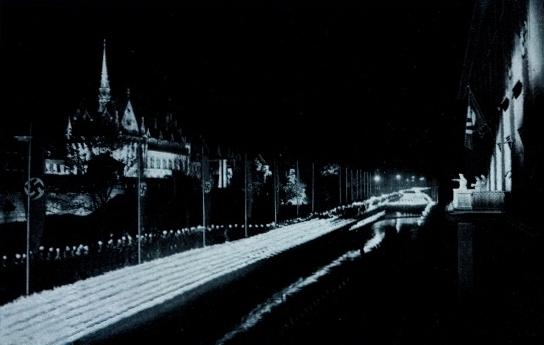
Fackelzug der Politischen Leiter am Deutschen Hof, Reichsparteitag 1937

Politischer Leiter – in den Anfangsjahren auch „Amtswalter“ genannt – war eine Bezeichnung für Amtsträger der NSDAP. Sie mussten einen Eid auf Adolf Hitler leisten. Die Aufgaben der Politischen Leiter, zu denen Funktionsträger der Partei vom Blockleiter bis zum Reichsleiter gehörten, lagen insbesondere in der politischen Überwachung, propagandistischen Ausrichtung und weltanschaulichen Schulung der Teile der Bevölkerung, die in der NSDAP organisiert waren. Zunächst ausgebildet in den Reichsführerschulen, sollten sie ab 1937 im Rahmen einer „Führerauslese“ ihre Ausbildung in einem gestaffelten „Erziehungssystem“ absolvieren, die vom Besuch der Adolf-Hitler-Schulen (sechs Jahre), über eine „Bewährung im Lebenskampf“ (sieben Jahre) und dem Besuch der NS-Ordensburgen (vier Jahre) bis zur „Hohen Schule“ angesetzt war. Diese Planung änderte sich indessen im Laufe der Zeit und wurde nur zum Teil umgesetzt. Nach dem Ende des Zweiten Weltkriegs wurde das Korps der Politischen Leiter aufgelöst und vom Internationalen Militärischen Gerichtshof als „verbrecherische Organisation“ eingestuft.

## Organisation und Status
Politische Leiter wurden unter anderen zur Unterstützung der „Hoheitsträger“ eingesetzt, die den „Hoheitsgebieten der NSDAP“ (Block, Zelle, Ortsgruppe, Kreis, Gau und Reichsleitung) vorstanden. Zum Teil waren sie auch selbst „Hoheitsträger“. Zusammen mit den übrigen Funktionären, die nur fachliche Aufgaben zu bearbeiten hatten, bildeten sie das „Korps der Politischen Leiter“, das zum Zweck der politischen Gleichschaltung eingesetzt wurde, nach militärischem Vorbild uniformiert und in Dienstränge eingeteilt war. Wegen der goldbraunen Uniformierung wurde der Politische Leiter im Volksmund auch „Goldfasan“ genannt. 1937 umfasste die Gruppe der Politischen Leiter rund 700.000 Personen.
Der Politische Leiter war im rechtlichen Sinne kein Beamter. Nach den Richtlinien der Partei galt er als „Amtsträger“, obwohl er von Kreisebene an aufwärts hauptamtlich tätig war. Laut NSDAP-Auffassung sollte der Politische Leiter „Prediger und Soldat“ zugleich sein. Er war aber auch Spitzel der NSDAP, der die Bevölkerung überwachte; so mussten Politische Leiter über die Bewohner ihres „Betreuungsgebietes“ Karteikarten anlegen und dazu regelmäßig „allgemeine Fragebögen“ ausfüllen.

## Auflösung des Korps
Das „Korps der Politischen Leiter“ als Gliederung der NSDAP wurde 1946 im Nürnberger Prozess gegen die Hauptkriegsverbrecher zur Verbrecherischen Organisation erklärt, da es für „die Germanisierung einverleibter Gebiete, die Verfolgung der Juden, die Durchführung des Sklavenarbeitsprogramms und die Misshandlung von Kriegsgefangenen“ mitverantwortlich sei. Für schuldig gesprochen wurden alle Reichsleiter, Gauleiter und Kreisleiter, sofern sie nach dem 1. September 1939 tätig gewesen waren. Nach dem Kontrollratsgesetz Nr. 10 waren damit Strafen vom „teilweisen Verlust der bürgerlichen Rechte“ bis zur Todesstrafe möglich, doch das Gericht empfahl eine Gesetzesänderung, damit in keinem Fall die nach dem Entnazifizierungsgesetz vorgeschriebene Strafe überschritten werde. 